# Anadenanthera peregrina var. falcata
Anadenanthera peregrina var. falcata es una especie de árbol maderable, nativo de Paraguay y del Cerrado en Brasil, especialmente en Mato Grosso, Mato Grosso do Sul, Minas Gerais, São Paulo. Es una sp. también usada como ornamental y medicinal.